# 허룬둥
허룬둥(하윤동, 중국어 간체자: 何润东, 정체자: 何潤東, 병음: Hé Rùndōng, 1975년 9월 13일~) 또는 피터 호(Peter Ho)는 미국 태생 타이완의 배우 및 가수이다.

## 출연 작품
- 소드 마스터: 절대 강호의 죽음